# Aeroporto di Čerepovec
L'Aeroporto di Čerepovec in russo Аэропорт ЧЕРЕПОВЕЦ? (IATA: CEE, ICAO: ULWC) è un aeroporto nazionale che serve l'omonima città dell'Oblast' di Vologda, nel circondario federale nordoccidentale della Russia europea.

## Strategia
L'aeroporto di Čerepovec è la base tecnica e lo hub principale della compagnia aerea russa la Severstal' Aviacompany (in russo: Авиакомпания «Северсталь») (IATA: D2; ICAO: SSF) che opera i voli di linea e charter nazionali ed internazionali con la flotta composta dagli aerei russi Yakovlev Yak-40 e Bombardier CRJ Series.
Nel 2010 è stato annunciato che la strategia dello sviluppo dei trasporti a Čerepovec prevede l'apertura all'aeroporto del settore dei voli internazionali con la polizia di frontiera e la dogana per poter effettuare i charter internazionali senza lo scalo a Mosca o San Pietroburgo.

## Dati tecnici
L'aeroporto attualmente dispone di una pista attiva asfaltata di 2,523 m x 42 m attrezzata per l'atterraggio e per il decollo degli aerei di secondo – quarto classe e di tutti i tipi degli elicotteri.
L'aeroporto è aperto dalle 05:00 alle 19:00 (ora locale) esclusi il sabato e la domenica. La pista dell'aeroporto è stata attrezzata con i sistemi moderni di navigazione e la segnaletica adeguata secondo i criteri dell'ICAO.